# Alu Alchanov
Alí Dadáševič Alchánov, detto Alù (in russo Али́ "Алу́" Дада́шевич Алха́нов?; in ceceno Алха́нов Ӏали́ "Алу́" Дада́шевич, Alxánov Jalí "Alú" Dadáşeviç; Taldykorgan, 20 gennaio 1957), è un politico russo, Presidente della Repubblica Cecena dal 2004 al 2007 quando il Presidente della Russia Vladimir Putin ha accettato le sue dimissioni attribuendogli l'incarico di Vice Ministro della Giustizia della Russia.

## Biografia
Nato nella provincia di Taldykorgan, in Kazakistan, Alchanov si è unito alle forze armate sovietiche dopo aver lasciato la scuola. È entrato a far parte del servizio della Milicija sovietica nel 1983, diplomandosi alla scuola di polizia dei trasporti a Mogilev (ora Mahilyow in Bielorussia). Nel 1992 ha frequentato la High Police School di Rostov sul Don prima di diventare vice capo del dipartimento dei trasporti del Caucaso settentrionale dell'ex governo ceceno-inguscezia a Grozny. Successivamente è stato promosso a capo del dipartimento, incarico che ha ricoperto fino al 1997.
Quando nel 1994 scoppiò la prima guerra cecena, Alchanov sostenne la parte russa contro i separatisti. È stato decorato con l'Ordine del coraggio per le sue azioni durante l'assalto dei separatisti a Grozny nel 1996. Nell'aprile 2003 è stato nominato ministro dell'Interno della Cecenia nel governo di Akhmat Kadyrov ed è stato nominato maggiore generale della polizia cecena. Quando Kadyrov è stato assassinato il 9 maggio 2004, Alchanov è diventato il candidato favorito del governo russo.

### Polemiche elettorali
L'elezione di Alu Alchanov nell'agosto 2004 è stata controversa sin dall'inizio. L'elezione del suo predecessore era stata viziata da accuse di frode elettorale, intimidazioni elettorali da parte dei soldati russi e l'esclusione di possibili candidati separatisti. Come burocrate di carriera, Alchanov non aveva una base popolare evidente ed era visto da molti osservatori come il sostituto del governo del presidente russo Vladimir Putin. I critici della politica russa in Cecenia hanno affermato che il governo non avrebbe permesso la sconfitta di Alchanov e che l'esito del voto era stato predeterminato con largo anticipo.
Alchanov ha affrontato sette sfidanti. Al più importante di questi, Malik Saidullaev, un uomo d'affari ceceno con sede a Mosca, è stato impedito di partecipare per non aver compilato correttamente la sua domanda. Gli altri sei sfidanti avevano scarso riconoscimento in Cecenia e molti avevano legami con il governo di Mosca.
Il programma di Alchanov era una continuazione delle politiche del suo predecessore, con la Cecenia che continuava a rimanere parte della Russia; autonomia economica; attrarre aiuti e investimenti; tagliare la disoccupazione e la presenza militare russa; apertura di colloqui di pace con il leader separatista Aslan Maskhadov.
Alla fine, Alchanov ha vinto con una maggioranza schiacciante con il 73,67% dei voti su un'affluenza alle urne dell'85,25%.  I risultati delle elezioni sono stati guardati con scetticismo da alcuni osservatori esterni e dall'opposizione cecena. Il Dipartimento di Stato americano e la Federazione internazionale di Helsinki per i diritti umani hanno messo in dubbio l'equità delle elezioni e hanno evidenziato la squalifica di Saidullaev. 

### Presidente della Repubblica Cecena

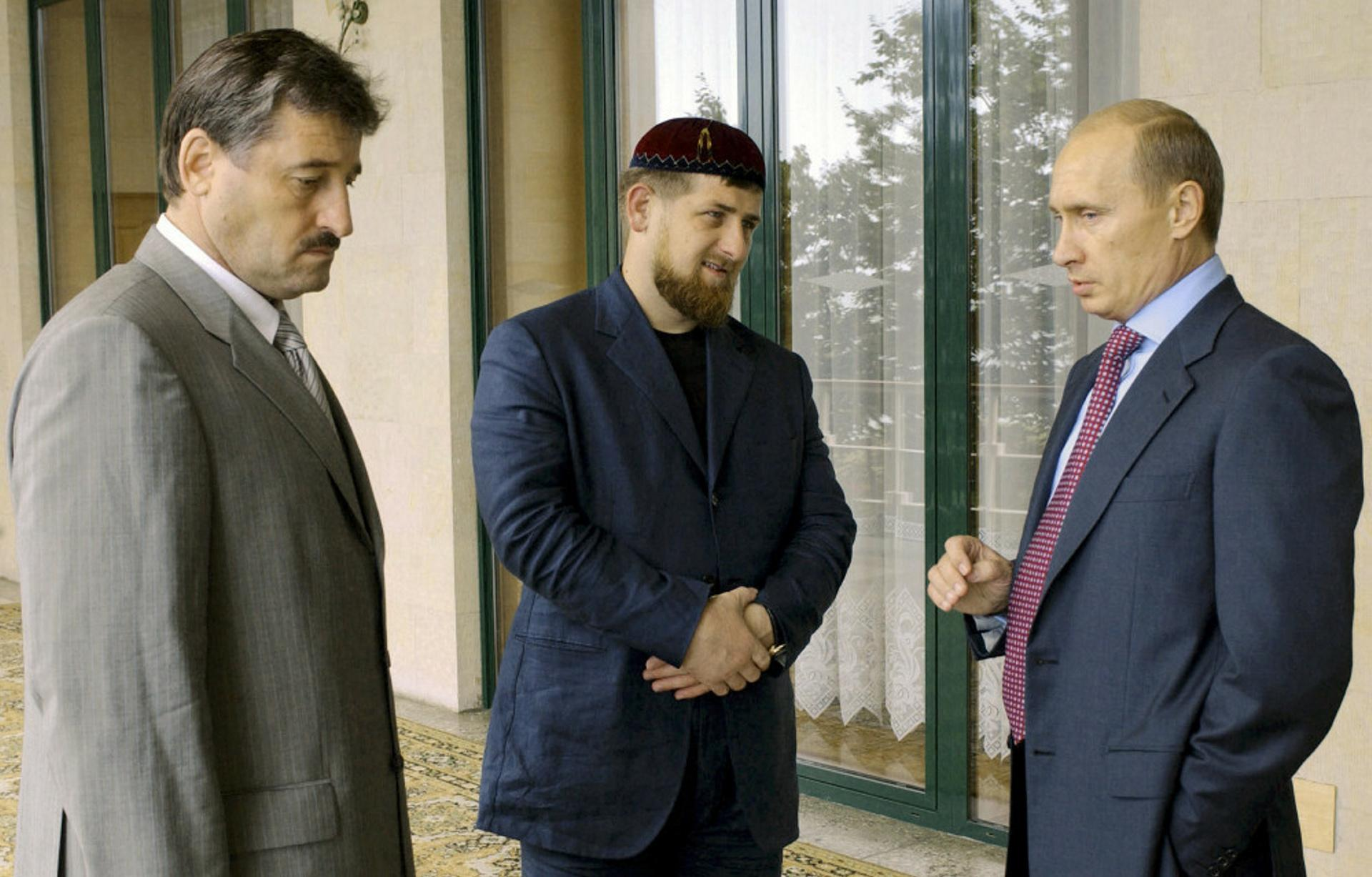
Аli Alchanov, Ramzan Kadyrov e Vladimir Putin, 2004

Alchanov ha giurato il 5 ottobre 2004.
Il 1º giugno 2006, Alchanov ha detto che avrebbe preferito che la sua repubblica fosse governata dalla sharia e ha suggerito di adottare il codice islamico. Sempre nello stesso mese di agosto Alchanov ha trasformato il Consiglio di sicurezza della Repubblica nel Consiglio economico e di pubblica sicurezza (SEOB). L'ex primo assistente e parente di Alu Alchanov, German Vok (Israilov), è stato nominato capo della nuova struttura.
Alu Alchanov ha fatto affidamento sul supporto delle Battaglione pecnaz "Zapad" del GRU sotto il comando di Said-Magomed Kakiev e del suo stesso servizio di sicurezza. Inoltre, è consuetudine includere nel suo gruppo di sostegno la dirigenza locale della "piccola patria" di Urus-Martan, da sempre contraria al regime separatista. Molti leader di Urus-Martan furono nominati da Alchanov.
Nel corso del 2005 e del 2006 si è intensificato il confronto tra Alu Alchanov e Ramzan Kadyrov, figlio del defunto Achmat Kadyrov e primo ministro della Repubblica cecena con ambizioni presidenziali. Confronto che ha raggiunto il suo apice all'inizio di febbraio 2007 dopo gli eventi legati alle dimissioni del segretario del Consiglio di sicurezza German Vok. Kadyrov alla fine ha sostituito Alchanov come presidente nel febbraio 2007.

## Vita privata
Alu Alchanov è sposato e ha tre figli.

## Onorificenze
- Ordine del Coraggio
- Medaglia al coraggio
- Medaglia "Per la distinzione nella tutela dell'ordine pubblico"
- Gratitudine del Presidente della Federazione Russa
- Diploma del Governo della Federazione Russa (20 gennaio 2007) – per il suo grande contributo personale alla ripresa dell'economia e della sfera sociale della Repubblica Cecena